# Niki Chow

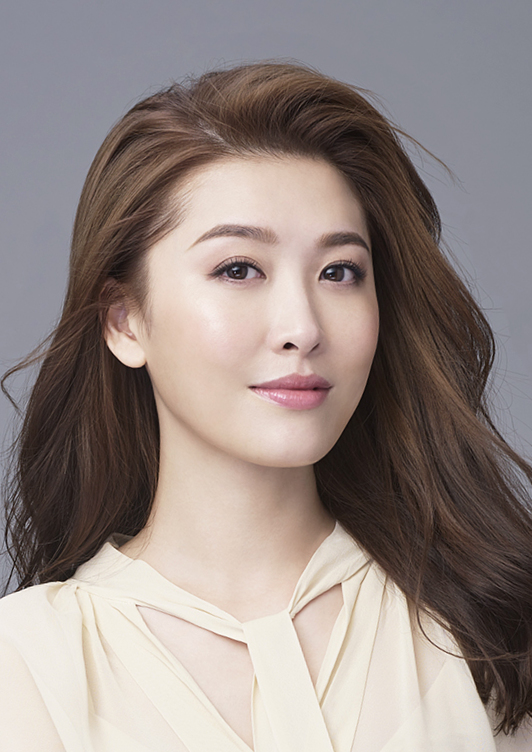
Niki Chow, 2018

Niki Chow Lai-ki (chinesisch 周丽淇, Pinyin Zhōu Lìqí; * 30. August 1979 in Hongkong) ist eine chinesische Schauspielerin und Sängerin.

## Wirken
Niki Chow brach mit 17 Jahren die Schule zugunsten einer Modelkarriere ab. Einige Jahre später wurde sie Schauspielerin und spielte in diversen Kinofilmen und Fernsehserien mit. Im Jahr 2005 wurde sie durch den Film The Gentle Crackdown (秀才遇著兵) berühmt. Niki Chow ist die jüngere Schwester des Models und der Schauspielerin Kathy Chow Man-Kei.
Sie ist eine der Top-Ten-Schauspielerinnen von TVB.

## Fernsehserien (Auszug)
- 2004: Hard Fate (翡翠戀曲)
- 2005: The Gentle Crackdown (秀才遇著兵)
- 2006: Under The Canopy Of Love (天幕下的戀人)
- 2007: Colours of Love (森之愛情)
- 2008: The Seventh Day(最美麗的第七天)
- 2008: Dressage To Win (盛裝舞步愛作戰)
- 2009: The King of Snooker(桌球天王)
- 2009: The bok and the sword (书剑恩仇录)
- 2011: Bottled Passion(我的如意娘君)
- 2012: Sergeant Tabloid (女警愛作戰)

## Lieder
- 明知不知傻痴痴: The Gentle Crackdown mit Moses Chan